# Pritzelago
Pritzelago es un género de plantas de la familia Brassicaceae.  Tiene cinco especies
Es considerado un sinónimo del género Hornungia Rchb.

## Especies
- Pritzelago affinis
- Pritzelago alpina
- Pritzelago auerswaldii
- Pritzelago brevicaulis
- Pritzelago media